# Битка при Плаценция (271)
Битката при Плаценция (на латински: Placentia) през януари 271 г. е между римската войска на император Аврелиан и алеманското племе ютунги близо до Плаценция (днес Пиаченца в Италия). Завършва с голяма победа на алеманите.
Римската войска се състои от 15 000 войници, от които 10 000 са легионери, a остатъкът са наемни войски и кавалерия; има 6000 (6047?) убити и около 4000 ранени. Алеманите имат около 10 000 войници и между 2000 и 3000 убити и ранени.